# Полозков Василь Іудович
Полозков Василь Іудович (13 січня 1898, село Запіллі, Катеринославська губернія, Російська імперія — 27 серпня 1944, помер від ран на 2-му Українському фронті) — радянський військовий діяч, генерал-майор танкових військ.

## Початкова біографія
Василь Іудович Полозков народився 13 січня 1898 року в селі Запіллі, нині Шиловського району Рязанської області Російської федерації.

### Перша світова і громадянська війни
У жовтні 1917 року вступив до лав червоногвардійського загону Обухівського району Петрограду, після чого брав участь у  штурмі Зимового палацу, а згодом у бойових діях під Петроградом за Пулковські висоти і Царське Село під час придушення антирадянського повстання під керівництвом Керенського і Краснова. З грудня того ж року Полозков у складі червоногвардійського загону під командуванням Сіверса брав участь у бойових діях проти військ під командуванням генерала Олексія Каледіна на Дону.
У лютому 1918 року вступив до лав РСЧА, після чого його спрямували в кінний загін ВЧК Обухівського району Петрограду. З травня 1919 року, перебуваючи на посаді командира взводу 1-го зведеного Гатчинського полку (Петроградський фронт), брав участь у бойових діях проти військ під командуванням генерала Юденича, а потім з жовтня того ж року командував взводом і ротою у складі 4-го запасного піхотного полку, що дислокувався в Твері. Незабаром його спрямували на навчання на 2-і радянські піхотні курси.
З травня 1920 року, перебуваючи на посаді командира взводу в складі зведеної бригади курсантів на Південному фронті, брав участь у бойових діях проти військ під командуванням генерала Врангеля.

### Міжвоєнний час
Після закінчення курсів Полозков був спрямований на навчання в 1-у, а потім в 6-у кавалерійську школу, яка дислокувалася в Таганрозі, після закінчення якої з 1924 року служив в 26-му кавалерійському полку (5-а кавалерійська дивізія) на посадах командира взводу і ескадрону. З 1925 по 1926 роки брав участь у бойових діях проти на Північному Кавказі.
Після закінчення Військової академії імені М. В. Фрунзе і курсів удосконалення командного складу в 1932 році був призначений на посаду начальника штабу 1-го механізованого полку (1-а кавалерійська дивізія), а в лютому 1934 року — на посаду командира 18-го механізованого полку (32-а кавалерійська дивізія).
З грудня 1935 по січень 1937 року Полозков знаходився в урядовому відрядженні в Японії, за роботу під час якої був нагороджений орденом Червоної Зірки.
У 1939 році був призначений на посаду командира 29-го танкового полку (15-а танкова дивізія), брав участь у вторгненні СРСР до Польщі і приєднанні Бессарабії та Північної Буковини до СРСР. У лютому 1941 року був призначений на посаду командира 15-ї танкової дивізії (16-й механізований корпус, Харківський військовий округ).

### Німецько-радянська війна
З початком війни дивізія під командуванням Полозкова вела оборонні бойові дії в межиріччі річок Прут і Дніпро. Наприкінці липня 1941 року 15-а танкова дивізія потрапила в оточення під час битви під Уманню. Полозкову разом із частиною бійців вдалося вирватися із оточення.
З 27 жовтня по 14 листопада 1941 року Полозков був офіцером зв'язку при командувачі військами Західного фронту генералу армії Жукову. У листопаді був призначений на посаду заступника командувача 49-ю армією по автобронетанковим військам, яка вела оборонні бої на серпуховському напрямку, а також брала участь в ході Тульської оборонної, Тульської наступальної і Калузької наступальної операцій.
У березні 1942 року був призначений на посаду командира 195-ї танкової бригади, в липні — на посаду заступника командувача 4-ї армії по автобронетанковим військам, у грудні — на посаду начальника автомобільного управління штабу Волховського фронту, а в травні 1943 року на посаду заступника командира 2-го гвардійського танкового корпусу, після чого брав участь у ході Єльнинсько-Дорогобузької наступальної операції, а також при звільненні Єльні. 15 грудня 1943 року В. І. Полозков отримав звання генерал-майора танкових військ.
24 грудня 1943 року Василь Іудович Полозков отримав призначення на посаду командира 18-го танкового корпусу, який вів бойові дії в ході Кіровоградської наступальної операції, а також при визволенні Кіровограда. У січні 1944 року в перебігу Корсунь-Шевченківської наступальної операції корпус в районі Звенигородки з'єднався з 6-ю танковою армією, після чого було завершено оточення великого угруповання противника. У березні-квітні корпус вів бойові дії в ході Умансько-Ботошанської та Яссько-Кишинівської наступальних операціях, а також при звільненні міста Хуши, а незабаром успішно розвинув наступ на Бухарест, в ході якого генерал-майор танкових військ Василь Іудович Полозков був важко поранений і помер від ран 27 серпня 1944 року. Похований у місті Більці.

## Нагороди
- Орден Леніна (13.09.1944);
- Орден Суворова II ступеня (27.04.1944);
- Орден Вітчизняної війни II ступеня (09.11.1943);
- Орден Червоної Зірки;
- Ювілейна медаль «XX років Робітничо-Селянської Червоної Армії».